# Bikou Shuiku
Bikou Shuiku är en reservoar i Kina. Den ligger i provinsen Gansu, i den nordvästra delen av landet, omkring 390 kilometer söder om provinshuvudstaden Lanzhou. Bikou Shuiku ligger 783 meter över havet. I omgivningarna runt Bikou Shuiku växer i huvudsak blandskog.
Genomsnittlig årsnederbörd är 1 147 millimeter. Den regnigaste månaden är juli, med i genomsnitt 312 mm nederbörd, och den torraste är december, med 1 mm nederbörd.